# Chebaita Mokhtar
Chebaita Mokhtar (arabisch شبيطة مختار) ist eine algerische Gemeinde in der Provinz El Tarf mit 20.913 Einwohnern. (Stand: 1998)

## Geographie
Chebaita Mokhtar befindet sich westlich der tunesischen Grenze. Umgeben wird die Gemeinde von El Hadjar im Norden, von Ben Mehdi im Osten und von Dréan im Süden.